# اوساگی دراپ
اوساگی دراپ (به ژاپنی: うさぎドロップ Usagi Doroppu) یک مجموعه مانگا جوسی ژاپنی که توسط یومی یونیتا نوشته شده‌است. اوساگی دراپ از اکتبر ۲۰۰۵ تا آوریل ۲۰۱۱ در ماهنامه فیل یانگ به چاپ می‌رسید. یک مجموعه تلویزیونی انیمه ۱۱ قسمتی هم توسط استودیوی پروداکشن آی.جی از روی این مانگا تهیه شده‌است؛ که پخش آن از ۷ ژوئیه ۲۰۱۱ شروع شده و تا ۱۵ سپتامبر ۲۰۱۱ ادامه داشت. یک فیلم سینمایی نیز با الهام از نسخه مانگا ساخته شده که در ۲۰ اوت ۲۰۱۱، در ژاپن اکران شد.
داستان مجموعه دربارهٔ مردی سی‌ساله به نام دایکیچی کاواچی می‌باشد که مسئولیت فرزندخواندگی دختری شش ساله به نام رین را به عهده می‌گیرد، اما این دختر در اصل فرزند پدربزرگ دایکیچی بود و به نحوی خالهٔ دایکیچی به‌شمار می‌رفت.